# Rafael Ferrando Sales
Rafael Ferrando Sales (Valencia, 1919 - ibídem, 1 de junio del 2011) fue un empresario constructor y dirigente carlista valenciano.

## Biografía
Nació en una familia de abolengo carlista, habiendo participado su abuelo paterno en la campaña del Maestrazgo durante la tercera guerra carlista en las filas del ejército de Carlos de Borbón y Austria-Este.
En su juventud, Rafael Ferrando militó en Acción Católica y fue combatiente del Tercio de Requetés San Miguel de Aralar de Navarra durante la Guerra Civil. En 1941 se alistó voluntario a la División Azul y combatió en el bando alemán durante la Segunda Guerra Mundial.
El 3 de  diciembre de 1945 participó en Valencia en una importante manifestación carlista reprimida por la policía y en la que el entonces Capitán General de Valencia, General Monasterio, intercedió por los manifestantes ante el jefe de la fuerza policial paseándose de paisano por las calles próximas a Capitanía por donde circulaban los manifestantes, siendo Ferrando el que presentó en la Capitanía el manifiesto de reivindicación de la causa carlista.[cita requerida]
Como constructor, es conocido por haber sido lo grande impulsor de la urbanización en Valencia de los barrios de Torrefiel y La Zaidía. Fue el fundador y presidente del Patronato Felipe Rinaldi y promovió, acogiéndose a la legislación de casas benéficas, la construcción de más de 4.000 viviendas en España durante la posguerra.
En el terreno político, durante el franquismo fue jefe regional de la Comunión Tradicionalista y miembro del Consejo Real del pretendiente Francisco Javier de Borbón Parma, de quién recibió la Cruz de la Orden de la Legitimidad Proscrita. En la década de 1970 pasaría a ser el secretario general del Partido Carlista del País Valenciano, mientras su hermano, Federico Ferrando Sales, formaba parte de una Junta Nacional de Requetés presidida por José Arturo Márquez de Prado que trataba de rehacer la Comunión Tradicionalista bajo el tradicional lema carlista de «Dios-Patria-Fueros-Rey». En 1976, después de los sucesos de Montejurra, Rafael Ferrando trató de buscar una unión entre la nueva Comunión Tradicionalista y el Partido Carlista, iniciando contactos con tradicionalistas decepcionados con Sixto de Borbón.
En 1982, poco tiempo después de que Carlos Hugo de Borbón-Parma renunciara a la presidencia del Partido Carlista y marchara a Estados Unidos, Ferrando abandonó la política activa, pero continuó participando en actividades carlistas de la corriente tradicionalista. Aceptó la presidencia de honor del círculo Aparisi y Guijarro de Valencia y la Junta Regional de la nueva Comunión Tradicionalista Carlista.
Al morir, su familia recibió el pésame, entre otros, del presidente de la Generalidad Valenciana Francisco Camps, la alcaldesa de Valencia Rita Barberá y el presidente de la CEOE Juan Rosell. Su hijo Rafael Ferrando Giner fue presidente de la patronal Confederación Empresarial Valenciana (CIERVAL) entre 1999 y 2011.